# Golpe de Estado en Túnez de 1987
El Golpe de Estado en Túnez del 7 de noviembre de 1987, también conocido como Día de la Nueva Era o Golpe de Estado Médico es como se conoce generalmente al proceso institucional o golpe palaciego mediante el cual se sustituyó al Presidente vitalicio de la República Tunecina, Habib Burguiba, que gobernaba desde la independencia del país, por su hasta entonces Primer ministro Zine El Abidine Ben Ali. La acción fue legalmente justificada alegando la mala salud mental del dictador de acuerdo con el artículo 57 de la constitución tunecina de 1959. Informes posteriores revelaron la implicación del servicio secreto italiano en la planificación del golpe.
Ben Ali gobernaría hasta la revolución tunecina, en 2011. Desde 1987 hasta su derrocamiento, el día de su llegada al poder se celebraba como el "Día de la Nueva Era". A pesar de considerarse un golpe de Estado, la transición de poderes fue pacífica y se dio de acuerdo con la constitución tunecina. Por aquel entonces, el país se enfrentaba a una inflación del 10%, un 46% de contabilidad de la deuda externa y caída del 21% del PIB.

## Antecedentes
Habib Burguiba había realizado una larga lucha por la autodeterminación tunecina. Tras la independencia del país como Reino de Túnez, Burguiba monopolizó el poder político convirtiéndose en Primer ministro y, al año siguiente, en 1957, abolió la monarquía, convirtiéndose en Presidente de la República. Desde entonces, había ejercido de forma absoluta la jefatura de estado y de gobierno de Túnez. Su partido, Neo-Destour y posteriormente Partido Socialista Desturiano, había sido el único partido legal del país entre 1964 y 1981 (nominalmente, aunque en realidad en la práctica siempre fue el partido único). En 1975, Burguiba fue declarado presidente vitalicio.
La década de 1980, última década del gobierno de Burguiba, se caracterizó por una profunda crisis política y social. El declive de salud de Burguiba había provocado una "guerra" de sucesión dentro del partido. En 1981, Burguiba se declaró a favor del pluralismo político y legalizó los partidos opositores, aunque sin abandonar su título de Presidente vitalicio. Sin embargo, la competencia electoral solamente hizo empeorar la lucha interna dentro del régimen. Una caída en el precio del petróleo a finales de 1983 redujo los ingresos del estado de Túnez, que ya estaba luchando para cumplir con los gastos crecientes. Burguiba acordó solicitar un préstamo del Fondo Monetario Internacional (FMI). Sin embargo, las condiciones del préstamo provocaron una crisis alimenticia por el fin de las subvenciones estatales que desencadenó en una revuelta popular, conocida como "Revuelta del Pan", que fue rápidamente suprimida con la intervención notable del general Zine El Abidine Ben Ali, quien después de esta represión exitosa comenzó a escalar posiciones en el gobierno, siendo nombrado Ministro del Interior.
Para 1987, la salud mental de Burguiba estaba severamente deteriorada, por lo que tenía graves accesos de cólera y paranoia. La desconfianza hacia su Primer ministro, Rachid Sfar, lo llevaron a despedirlo el 2 de octubre y reemplazarlo con Ben Ali. En los primeros días de noviembre, ordenó que se volviera a enjuiciar a quince supuestos islamistas, y exigió que doce de ellos debían ser "colgados" la siguiente semana.

## Eventos
En la noche del 6 de noviembre de 1987, un grupo de siete médicos bajo órdenes de Ben Ali firmaron un documento reconocido que el presidente Burguiba ya no tenía un buen estado de salud mental requerido para gobernar. El periodista político Mezri Haddad resumió el informe de esta forma: "Bourguiba, oficialmente de 84 años de edad, se durmió mientras recibía a un visitante extranjero. Influido en los que codiciaban la presidencia, al día siguiente despidió a un ministro tan sólo un día después de haberlo nombrado. Estuvo de acuerdo en hacer cambios en el gabinete de su primer ministro sólo para retractarse de su acuerdo unas pocas horas más tarde. Lo peor de todo, insistió en el vuelco de un veredicto de la corte sobre Rachid Ghanuchi, a quien veía como un extremista ( "Quiero cincuenta cabezas... Quiero treinta cabezas... Quiero la cabeza de Ghanuchi")
Ben Ali justificó su accionar recurriendo al artículo 57 de la constitución, y asumió de ese modo la Presidencia de la República. Al día siguiente, se dirigió a la nación en Radio Túnez. Rindió homenaje a los enormes sacrificios que su predecesor había hecho, con el apoyo de los hombres valientes, en su servicio a la liberación y el desarrollo de Túnez. Al mismo tiempo, Ben Ali tuvo la oportunidad de hacer una declaración: "En los tiempos en que vivimos ya aguantamos suficiente, ya sea con presidencias de por vida o con la sucesión automática para el jefe de Estado, de un sistema a partir del cual las personas son excluidas. Nuestro pueblo merece una política moderna, basada en un sistema genuinamente multipartidista que incorpora una pluralidad de organizaciones de masas". La justificación adicional que fue posteriormente dada era que los movimientos fundamentalistas estaban preparando  su propio golpe, y habían preparado una lista de objetivos a asesinar en relación con sus planes.

## Consecuencias

### Instauración del régimen de Ben Ali
Pocos meses después del golpe, el 27 de febrero de 1988, Ben Ali disolvió al Partido Socialista Desturiano y lo reemplazó por su propio partido, la Agrupación Constitucional Democrática, RCD por sus siglas, que ejercería la misma función de partido único durante las siguientes dos décadas. En 1989, convocó a elecciones legislativas, mientras que él fue elegido para un mandato presidencial completo sin oposición, al no obtener otro candidato el suficiente apoyo político requerido para obtener la candidatura. Las elecciones legislativas dieron una victoria absoluta a la RCD que obtuvo todos los escaños. Ben Ali gobernaría el país hasta su derrocamiento en la revolución tunecina de 2011.

### Implicación del servicio secreto italiano
En 1999, Fulvio Martini, exjefe del servicio secreto italiano, declaró ante un comité parlamentario que "Entre 1985 y 1987 se organizó una especie de golpe en Túnez, para poner a Ben Ali como Jefe de estado para reemplazar a Burguiba, el cual quería huir". Aunque Burguiba inicialmente era un símbolo de resistencia anticolonial, se consideró a sí mismo incapaz de dirigir el país por más tiempo, y su reacción al luchar contra el creciente integrismo islámico de la región fue considerada "demasiado enérgica" por Martini. La amenaza de Burguiba de ejecutar a los sospechosos de insurgencia islamista podría haber recibido una respuesta sumamente negativa por los países vecinos. Actuando en conformidad con las directivas de Bettino Craxi, Primer ministro de Italia, y el canciller Giulio Andreotti, Martini afirmó haber negociado con Burguiba la transición pacífica de poderes a Ben Ali.
Posterior a eso, Martini negaría que servicio secreto italiano tuviera un papel operativo en la llegada de Ben Ali al poder, pero sí organizó un movimiento político para asistir económicamente al nuevo gobierno, a fin de que no tuviera que confrontar directamente a los fundamentalistas y se desatara una insurgencia islamista a gran escala, como ocurrió en Argelia en 1992.